# Pro Tools
Pro Tools és una estació de treball d'àudio digital o DAW (Digital Àudio Workstation), una plataforma d'enregistrament, edició i mescla multipista d'àudio i midi, que integra maquinari i programari. És considerat un estàndard de gravació, edició i mescla en estudis professionals i postproducció, usat mundialment. La seva alternativa lliure més popular és Ardour.
Pot funcionar com a programari independent amb la tarjeta de so que es vulgui o operar usant convertidors externs i targetes d'àudio internes PCI, PCI-X o PCIe que a estiguin equipades amb xips DSP o no (en el cas de la sèrie Native). També existeix una versió externa de la sèrie Native que es connecta mitjançant una connexió Thunderbolt.
L'empresa Avid (anteriorment sota la denominació de DIGIDESIGN), és la desenvolupadora de Pro Tools. A més, elabora alguns dels millors softwares i maquinari d'àudio del mercat, per la qual cosa la seva qualitat i sòlida fiabilitat són àmpliament reconeguts. Això ha portat a aquest potent programari de producció musical i postproducció audiovisual a convertir-se en un dels referents d'aquesta indústria.
L'estigma de Pro Tools era que només podia usar-se amb un maquinari específic, i no admetia altres marques, però des de la versió 7 i després de l'adquisició de M-àudio per part d'Avid, es va obrir el codi del programari per poder ser utilitzat amb interfícies d'àudio de l'empresa M-Àudio (anteriorment Midiman). Actualment, des de la versió 9, admet maquinari de qualsevol marca sempre que manegi el driver de tipus ASIO per als ordinadors de Microsoft i el driver CORE ÀUDIO pels Macintosh; així mateix, la resta de components de tots dos ordinadors també han de ser compatibles. Per a això, podem trobar un llistat de compatibilitats tècniques a la mateixa pàgina web d'AVID.

## Història
L'any 1989 es llança "sound tools" per la plataforma Apple Macintosh, la companyia es refereix a aquest com el primer estudi d'enregistrament "Tapeless" (Sense cinta).
Només gravava 2 pistes amb qualitat de CD i funcionava en un computador Macintosh. Però no és fins que Digidesign llança Pro-Tools III (1994) que s'estableix com a líder absolut i convertint-se en el sistema més poderós creat fins avui d'un sistema d'enregistrament de so a disc dur.
En 1991 apareix el primer sistema "multi-track", marcant un gran avenç en l'àudio digital i que ràpidament es transforma en la més popular estació de treball per a producció de TV, música i pel·lícules pel seu integrat disseny entre el programari i maquinari.
Aquest podia gravar de 16 a 42 pistes i era possible connectar de 8 a 64 canals físics, segons el tipus d'interfície. A més, posseïa un mesclador i processava l'àudio mitjançant aplicacions anomenades Plug-Ins, en els quals trobem: compressors i efectes com delays, limitadors, vocoders, emuladors de sintetitzadors clàssics, samplers virtuals, etc.
Per a conseguir el funcionamentcorrecte de Pro-Tools III, es necessitava un computador Macintosh amb una ranura anomenada "NuBus" (al cap d'uns anys es va transformar en els ports PCI, SCSI, i ara últim USB i Firewire). El  seu sistema més senzill era el Programari en si i a més la targeta anomenada Disk I/O, la qual era inserida en el computador i es connectava a la interface d'àudio, que era la que permetia connectar les entrades i sortides d'àudio per poder gravar i monitorejar.
Aquestes Interfícies d'Àudio eren les 888 i 882 de Digidesign i les seves diferències eren bàsicament els seus tipus de connectors, la primera posseïa 8 entrades i sortides amb connectors balancejats XLR o Cànon, mentre que la 882 posseïa 8 entrades i 8 sortides balancejades amb connectors 1/4 plug.
Els requeriments de l'ordinar per a què funcionés Pro-Tools III, eren: Computador Macintosh, amb Interfase o ranura Nubus o PCI, processador de 120 Mhz, Memòria Ram mínima de 16 MB, Sistema Operatiu 7.1 o superior, un Monitor, i a més era recomanable un disc dur extern.
En un començament, Digidesign es va basar a treballar només amb Macintosh, (tot i que en aquell moment era més popular la PC) perquè la marca Apple sempre ha fabricat equips com un tot, és a dir, per al model "Quadra 950" -per nomenar algun- estava tot integrat ja de fàbrica: la seva targeta de so, el processador, la memòria RAM, eren productes desenvolupats per Apple per als seus propis computadors. A més la gran estabilitat del seu sistema operatiu amb interface gràfica (GUI) desenvolupat per la mateixa Apple (Mac US), el qual no tenia tendència a bloquejar-se. D'aquesta forma no existien problemes de compatibilitat entre tots els components que conformen aquesta estació de treball, a causa d'una administració monolítica del disseny.
Es pot destacar la versió Pro Tools 7.4, que ofereix nombroses funcions musicals i de postproducció noves, així com millores en el flux de treball per als usuaris de Pro Tools|HD®, Pro Tools LI® i Pro Tools M-PoweredTM.
La novetat més destacada és una nova i potent funció de composició i producció musical anomenada Elastic Time, la qual et permet per exemple quantificar àudio gairebé com si fossin dades MIDI. El programari també millora la compatibilitat amb xarxes d'emmagatzematge compartit Avid Unity ISISTM i un nou suport per a fluxos de treball amb vídeo d'alta definició.
Cal tenir en compte que Pro-Tools no és només el programari, sinó que a més requereix una interfície (hardware) per connectar entrades i sortides d'àudio i connectors MIDI entre d'altres. Molta gent s'instal·la el Programari de Pro-Tools anterior a la versió 9 i s'adona que no pot fer-ho funcionar, a causa que cal algun tipus d'Interface de la casa AVID o DIGIDESIGN compatible amb aquesta versió.
Amb la versió 9, la qual conté una completa col·lecció de plug-ins inclosos (efectes per barrejar i masterizar, així com una completa col·lecció d'instruments virtuals, incloent pianos, sintetitzadors, caixes de ritmes, òrgans electrònics i molt més), el programa va ser obert perquè es pogués treballar amb targetes de so de qualsevol marca (fins i tot sense tenir una), donant així un gran pas perquè no només els estudis professionals i de projectes, sinó que també els usuaris aficionats, puguin treballar amb ell, i gaudir dels avantatges que ofereix aquesta gran plataforma de producció d'àudio professional.
Pro-Tools, com també una gran quantitat de Programari d'enregistrament d'àudio, funciona perfectament tant per a un músic aficionat com per a un professional. Simplement s'ha de disposar d'un ordinador compatible amb la versió del programari Pro Tools que es vulgui instal·lar, trobant aquestes característiques de l'ordinador a la seva pàgina web.

## Interfície
La majoria de les funcions bàsiques de Pro Tools es controlen des de les seves finestres Edit (orientada a editar) i Mix (orientada a mesclar). L'edició de la finestra Edit serà realitzada amb edició no lineal i no destructiva. La finestra de Mix mostra els canals i permet ajustar el volum i panorama així com la inserció de plugins.
Des de Pro Tools 8 es va afegir una finestra d'edició MIDI que permet manipular la informació MIDI en una vista estil piano o partitura.
Els efectes de temps real i els instruments virtuals a Pro Tools són realitzats a través de plugins. Poden ser processats pels xips DSP de les targetes en el cas dels TDM i AAX DSP o per processament intern de l'ordinador en el cas dels RTAS (Real Time AudioSuite). A més, existeix una sèrie de plugins que no són executats en temps real: AudioSuite.

## Sistemes

### Pro Tools LE (Descatalogat)
Servia de versió reduïda i de menor preu que la seva contrapartida HD. Els sistemes Pro Tools LE posseïen una protecció basada en ús d'una interfície de maquinari especial de Digidesign.
La majoria de les interfícies MBox es connecten per USB. Totes tenen sortida estereo i inclouen un nombre d'entrades de línia i micròfon. La línia 002/003 utilitza connexió per FireWire i té major nombre d'entrades i sortides. Eleven Rack a més inclou un processament DSP intern per a l'emulació d'amplificadors i efectes de guitarra que permet no sobrecarregar l'ordinador.
Pro Tools LE té una gran semblança amb Pro Tools HD, però té menor capacitat de pistes d'àudio i menor rang de freqüència de mostreig. A més de mancar d'altres característiques de sèrie que es podien adquirir sota els paquets d'ampliació "DV Toolkit", "Music Production Toolkit" i "Complete Production Toolkit". 

### Pro Tools M-Powered
M-Àudio va ser adquirida per Avid Technology l'any 2004–2005. Va ser llavors quan Digidesign va treure una versió especial per a maquinari M-Àudio basada en Pro Tools LE.
Interfícies Mackie Onix-i (des de la v8):

### Pro Tools M-Powered Essential
Versió reduïda del sistema M-Powered. Orientat al mercat de principiants, ofereix una gran limitació amb només 16 pistes així com no permet usar plugins d'altres empreses.

### Pro Tools SE
Pro Tools SE és una versió reduïda del que solia ser Pro Tools LE. S'inclou en tres paquets amb maquinari orientats a guitarristes, teclistes i vocalistes. També s'inclou amb la targeta M-Àudio Fast Track i MobilePre USB series (excepte les "Ultres"). No es pot actualitzar de la versió SE a la completa.

### Pro Tools Express
Pro Tools Express és similar a la versió SE però per a maquinari Mbox (actual). Depenent del tipus de Mbox permet major o menor freqüències de mostreig. Pot actualitzar-se a la versió completa.

### Pro Tools 9
Al novembre de 2010, Pro Tools HD and LE es van fusionar en un paquet independent de maquinari. A partir de llavors deixa de necessitar maquinari específic, es pot executar amb qualsevol targeta ASIO en Windows i COREAUDIO en Mac, i només requerirà la llicència en la clau iLok per executar-se.
Depenent de la llicència i del maquinari, s'executarà com a HD amb totes les seves opcions o com 9 "normal" amb determinats límits. Els usuaris que no tinguin HD poden obtenir les seves funcionalitats amb el paquet d'expansió "Complete Production Toolkit 2". Els plugins que requereixin processat per part de les targetes DSP no funcionessin sense elles i la versió HD.

### Sistemes Pro Tools|HD
Els sistemes Pro Tools|HD són la línia professional d'alta gamma. Utilitzen processadors amb xips DSP dedicats que realitzen moltes de les tasques de processament en conjunció amb interfícies muntades en rack que poden gestionar les entrades i sortides d'àudio, així com el MIDI o la sincronia entre dispositius. Les targetes DSP són connectades a les interfícies mitjançant un cable de tecnologia propietària anomenat "DigiLink". Mentre que les targetes són manufacturades per Avid, les interfícies poden ser de diferents fabricants que suportin els connectors DigiLink.
En un sistema HD, és necessària una targeta "HD Core PCI" o "Accel Core PCIe" creant un sistema "HD 1"; mitjançant l'ampliació d'una o dues targetes addicionals "Accel" el sistema es denomina "HD 2" o "HD 3" respectivament, això incrementa la capacitat de processament del sistema permetent major nombre de pistes i plugins. Existeix un producte denominat 'Expansion HD xassís' que consisteix en un xassís extern que permet crear un sistema de fins a un total de 7 targetes DSP.
Les targetes Pro Tools HD contenen una combinació total de 9 xips DSP de la família 56k de Motorola. Alguns xips gestionen les entrades, sortides i reproducció mentre uns altres realitzen les diferents tasques de mescla i processament de senyal.
El 6 d'octubre de 2010, Avid presenta Pro Tools HD Native, una targeta PCIe de preu menor a les HD sense xips DSP dissenyada per treballar amb el programari Pro Tools HD i el maquinari extern dels sistemes HD.
El 4 de novembre de 2010, Avid va presentar Pro Tools 9 que presenta una nova característica per als sistemes HD anomenat HEAT (Harmonically Enhanced Algorithm Technology) un algorisme per crear millores harmòniques aplicat directament a la sortida principal.
Maquinari:
- HD 1/2/3 Core Systems (PCI)
- HD 1/2/3 Accel Systems (PCI-i)
- Expansion|HD Chassis

### Sistemes Pro Tools|HDX
A l'octubre de 2011, Avid va presentar la nova versió de les seves targetes amb acceleració per DSP a més del programari Pro Tools 10. Aquesta nova generació de targetes permeten un nombre més gran de pistes, més rang dinàmic i una potència DSP 5 vegades major que la seva predecessora. Juntament amb aquesta presentació, Avid va anunciar que Pro Tools 10 seria l'últim a suportar les targetes HD anteriors així com la tecnologia TDM.
Passen de 9 a 18 la quantitat de DSP i de 200 a 350Mhz cadascun. Així mateix, la latència baixa de 0.96ms a 0.7ms
També es va presentar la tecnologia de plugins AAX que comprèn dues variants: AAX DSP el processament del qual recau en les targetes HDX i AAX Native en el processament de les quals recau directament en els processadors de l'ordinador. Pro Tools|HDX, a més,millora la latència i permet majors i produccions més complexes

### Pro Tools 10
Pro Tools 10 ens ha portat una nova versió que será la última en soportar l'arquitectura en RTAS i TDM i serà substituïda per AAX (Native y DSP). La versió no-HD compta amb un màxim de 96/48/24 pistes (48/96/192 kHz) mentres que la HD 256/128/64 pistes (amb 3 targetes fins a 768/384/192). S'ha incrementat de 24 bits a 32bits (de coma flotant) el processament de la senyal i dotat de 16.000 mostres la compensació de latència. Per a desbloquejar algunes de les característiques dels no-HD cal adquirir el paquet d'expansió "Complete Production Toolkit". Les regions han evolucionat a Clips que poden tenir ajustaments (volums, per exemple) a la mateixa regió en comptes d'amb el fadel del canal o plugins. A més d'implementar-se el caché a ram a través de "Disk Cache". Junt amb les targetes HDX, el processament de mescla passa dels 24 als 64-bit (de coma flotant).

## Superfícies de control

### Command|8
Superfície de control petita amb 8 faders. Posseeix entrada i sortida d'àudio (estereo) així com entrades i sortides midi.
Es pot considerar l'avi de les sèries 002/003.

### ProControl
Antiga superfície de control, una versió HD de la Command|8 amb, també, 8 faders. Dedicada a l'entorn HDamb moltes funcionalitats per a accelerar els processos de treball.

### Control|24
Superfície de control de 24 canals amb fader, amb 16 preamplificadores de micròfon integrats de la marca Focusrite, classe A.
A més inclou una gran varietat d'entrades i sortides així com submixer. Si unim la resposta tàctil que permeten els controls, commutadors i atenuadors d'una consola tradicional a la innovadora sèrie de funcions de Pro Tools, Control 24 és ja un exclusiu i potent entorn d'enregistrament, edició i mescles d'àudio i MIDI. Necessitarà fins a set arnesos de cablejat D-Sub de 25 patilles per accedir a totes les entrades i sortides digitals disponibles en Control 24.Control 24 es comunica amb Pro Tools a través d'Ethernet. Aquesta connexió usa un connector estàndard RJ45, connector 10Basi-T. Deixa de ser compatible des de la versió 11 de Pro Tools, provocant el descontentament dels usuaris generant el fil més llarg del fòrum oficial Avid Pro Àudio.

### C|24
Nova versió de la Control|24, amb redisseny més compacte. També canvia els components interns com els previs de microfonía.
Requereix PT|HD 7.3.2, PT LE 7.4 o PT9 (o superiors).

### ICON
Es tracta una família de sistemes de control avançats. La superfície de control no té entrades ni sortides d'àudio, ni processament del mateix. Va acompanyat d'un rack denominat "XMON" per controlar òptimament les sortides del sistema complet.
Requereixen un sistema equipat amb targetes DSP. Per la seva gran flexibilitat a l'hora d'operar amb ella, són una de les joies de la marca.
Es poden expandir i existeixen 2 models.
D-Control
Es tracta de la més completa, la seva configuració va de 16 a 80 faders (en ampliacions de 16 canals). Cada canal porta associats 6 codificadors rotatoris sensibles al tacte a més de múltiples botons per a assignacions. D-Command
Es tracta de la versió compacta, la seva configuració va dels 16 als 40 faders. Els codificadors rotatoris es veuen reduïts a 2.

### Artist Series
Després de la compra d'Euphonix al 2010, aquests models es van afegir al catàleg d'Avid:
- Artist Color - Orientat a correción de color per vídeo.
- Artist Control - Barreja d'àudio i video amb 8 faders i pantalla tàctil configurable, així com 12 botons d'accés ràpid.
- Artist Mix - Controlador amb 8 faders i 8 codificadors rotatoris, cada canal posseeix una pantalla per indicar el contingut del mateix.
- Artist Transport - Controlador de transport orientat a postproducció.

### Família System 5
Comprèn les consoles de gran grandària, amb entrades i sortides i processament intern de la marca Euphonix que van entrar a formar part del catàleg d'Avid.
Inclou els models: System 5, S5 Fusion, System 5B, System 5-MC i MC Pro.

### Família VENUE
Es tracta de la família de consoles per a so en viu/directe. El seu sistema és especial i l'única cosa relacionable amb Pro Tools és que comparteix alguns dels seus plugins (juntament amb les seves preferències, etc) i pot sincronitzar-se fàcilment amb un altre ordinador amb una sessió en Pro Tools. Es compon dels models (de major a menor): D-Xou, Profile, Mix Rack i SC48.

## Convertidors i altre maquinari
Avid també desenvolupa i fabrica maquinari extern orientat a la seva gamma HD: interfícies d'entrades i sortides, previs de microfonia, midi, convertidors, etc. Alguns exemples clàssics són:
- 192 I/O (entrades: 8 anàlogues + 8 digitals; sortides: 8 anàlogues + 8 digitals; interfícies de 44.1, 48, 88.2, 96, 176.4, 192 kHz)
- 192 Digital I/O (16 entrades digitals; 16 sortides digitals; interfícies de 44.1, 48, 88.2, 96, 176.4, 192 kHz)
- 96 I/O (8 anàleg + 8 digital input; 8 anàleg + 8 digital output; interfícies de 44.1, 48, 88.2, 96 kHz interfície)
- 96i I/O (16 entrades anàlogues; 2 sortides anàlogues; interfícies de 44.1, 48, 88.2, 96 kHz)
- SYNC I/O (Time Code Sincronitzador)
- MIDI I/O (10 entrades i 10 sortides, interfície midi)

Actualment la seva gamma a la venda es comprèn de:
- HD I/O - 3 configuracions:

1. 16 entrades i sortides analògiques amb 2 entrades/sortides AES/EBU així com 8 entrades digitals ADAT.
2. 8 entrades i sortides analògiques amb 10 entrades/sortides AES/EBU així com 16 entrades digitals ADAT.
3. Sense entrades i sortides analògiques amb 18 entrades/sortides AES/EBU així com 24 entrades digitals ADAT.

- HD MADI - Envia i rep fins a 64 canals d'àudio digital a través del protocol MADI (permet usar MADI a través de cable òptic o coaxial).
- SYNC HD - Interfície de sincronització.
- HD OMNI - Interfície multiús amb 4 entrades (2 simultànies) i 8 sortides analògiques, 8 sortides AES/EBU, 2 entrades i sortides spdif i 8 canals d'entrada i sortida adat. També inclou una sortida dedicada a cascos.
- PRE - 8 canals de previ de micròfon

## Línia de temps de Pro Tools
- 1989: Sound Tools - sistema d'enregistrament i edició estèreo.
- 1991: Pro Tools - original, programari ProDECK i ProEDIT, midi, 4 veus, automatització de consola.
- 1992: Pro Tools 1.1 - afegit suporti fins a 4 targetes/interfícies per 4-16 veus.
- 1994: Pro Tools III - 16-48 veus.
- 1997: Pro Tools|24 - suporta àudio de 24-bit, 32-64 veus.
- 1997: Pro Tools 4.0 - Edició destructiva, AudioSuite.
- 1998: Pro Tools|MIX i MIXplus - 64 veus, DSP expandit
- 1998: ProControl - primera superfície de control dedicada per a Pro Tools.
- 1998: Pro Tools 5.0 - integració de seqüenciació MIDI.
- 1999: Digi 001 amb Pro Tools LE(Limited Edition) - targeta de so amb programari d'edició lleugera de Pro Tools, processament en RTAS.
- 2000: Pro Tools Free - versió gratuïta de Pro Tools limitada a 8 pistes d'àudio i 48 pistes midi, amb suport RTAS.
- 2001: Pro Tools 5.1 - la versió TDM afegeix mescla multicanal, Beat Detectiva.
- 2001: Control 24 - superfície de control/interfície amb previs Focusrite.
- 2002: Pro Tools|HD, suporta àudio de 96 kHz i 192 kHz HD.
- 2003: Mbox i Digi 002 - interfícies.
- 2003: Pro Tools|HD Accel system - DSP addicional afegida i millora de processament.
- 2003: Pro Tools 6.0 - suport per Mac US X
- 2004: ICON D-Control - superfície de control per a Pro Tools amb targetes HD (o superior).
- 2005: VENUE - Pro Tools per a so en viu/directe.
- 2005: Mbox 2, Pro Tools M-Powered(Agost)
- 2005: Pro Tools 7.0(Novembre)
- 2005: Pro Tools 7.1(Desembre), suport per Apple PCIe G5
- 2005: Avid acquiere Wizoo i anuncia la creació d'Advanced Instrument Research (AIR) com a desenvolupador d'instruments virtuals i plugins per a Pro Tools.
- 2006: Pro Tools 7.2', 7.3 - suport per Mac basats en processadors Intel.
- 2006: Mbox 2 Pro, Mbox 2 Mini.
- 2007-02: 003 i 003 Rack.
- 2007: Mbox 2 Micro.
- 2007-11: Pro Tools 7.4 - Elastic Àudio.
- 2008-12: Pro Tools 8 - Elastic Pitch, Score Editor, MIDI Editor, AIR plug-ins.
- 2008: 003 Rack + - version de la 003 amb 8 previs de micro en lloc de 4.
- 2009: Pro Tools Essential - version limitada orientada a primerizos.
- 2009: "Eleven Rack" - processador d'efectes de guitarra amb Pro Tools LI DSP.
- 2010:Pro Tools Mbox, Mini, Pro - Tercera generació, la primera que inclou el logo d'Avid després de la transició de marca.
- 2010: Pro Tools HD 8.1, Instrument Expansion Pack, Pro Tools HD Seriïs Interfícies - I/O, OMNI, MADI, SYNC HD i PRE.
- 2010: Pro Tools HD Native - targeta interna sense DSP per connectar al maquinari extern. Funciona amb Pro Tools HD però no pot fer funcionar els plugins TDM.
- 2010-11: Pro Tools 9 - independència del maquinari, línia LI descontinuada.
- 2011: Pro Tools 10 / HD - Cache de disc estesa (Esteneu Disk Caching) que fa que es pugui carregar en la RAM de l'equip.
- 2011: Pro Tools HDX - targeta interna/interfície; successora de la sèrie "Accel".
- 2015: Pro Tools 12 - AVID reinterpreta el mantra "Pro Tools és un dels estàndards de la indústria".